# Mera (Lugo)
Mera (llamada oficialmente San Pedro de Mera) es una parroquia española del municipio de Lugo, en la provincia de Lugo, Galicia.

## Organización territorial
La parroquia está formada por seis entidades de población, constando cuatro de ellas en el nomenclátor del Instituto Nacional de Estadística español:
- Chousa (A Chousa)
- Crecente
- Hospital (O Hospital)
- Remesar
- San Pedro de Abaixo
- San Pedro de Arriba

## Demografía
| Gráfica de evolución demográfica de Mera entre 2000 y 2020 |
|                                                            |
| Datos según el nomenclátor publicado por el INE.           |